# 在錯誤的宇宙尋找愛
在錯誤的宇宙尋找愛是香港歌手陳健安的單曲，於2019年6月10日由寰亞音樂作數位發行，其後收錄於他的個人首張迷你專輯《本原》。歌曲由馮穎琪作曲，黃偉文填詞，並由謝國維編曲兼監製。歌曲以「錯愛」為主題，亦帶有「愛沒有分別」的涵義，並加入了新紀元的元素。
歌曲獲得整體樂評家正面的評價，包括讚賞陳健安在聲樂上的進步，以及將聽眾帶到思考層面。歌曲其後亦獲得「2019年度叱咤樂壇流行榜頒獎典禮」與「2019年香港樂評選」等年度頒獎禮的獎項提名。歌曲發行後打進中文歌曲龍虎榜與新城勁爆流行榜前3位，並成為勁歌金榜冠軍歌曲。歌曲亦打進Joox與KKBOX本地串流榜，以及iTunes下載榜前3位。
在錯誤的宇宙尋找愛的音樂錄影帶由Maggie Leung執導，並由Welby Chung監製。錄影帶採用演員柯煒林跟陳健朗拍攝，主題設定為男校背景的同性戀愛故事，截至2022年2月已突破300萬次播放量。陳健安曾於多個場合演唱歌曲，包括2020年的個人付費串流演出「2020以青春之名演唱會」，以及2021年的C AllStar演唱會「C AllStar 集合吧演唱會2021」。洪嘉豪、李靖筠與小肥等多位歌手在在錯誤的宇宙尋找愛發行後曾現場翻唱歌曲，而歌曲的作曲家馮穎琪則於2021年以自我翻唱形式推出歌曲的錄音室版本。

## 創作背景
在錯誤的宇宙尋找愛的作曲者馮穎琪早在2004年至2005年間便已經創作出歌曲的樣本，但其後一直未有發佈歌曲。2015年，一直景仰馮穎琪的陳健安在剛認識對方後便向她邀歌，認為她應該收起一些珍藏的歌曲。在收到對方的在錯誤的宇宙尋找愛樣本後，陳健安對於其優雅的旋律感到相當滿意，並認為自己無法創作出這種作品，遂決定將歌曲收錄在自己的個人專輯裡。
2019年，在決定錄製歌曲後，陳健安便找來謝國維擔任歌曲的編曲兼監製，原因是他跟馮穎琪為長期合作的伙伴關係。歌曲的填詞則交由黃偉文負責，原因為他擅長為情歌譜詞。黃偉文為歌曲填詞前聆聽了陳健安過往的個人歌曲一吻穿越四十六億歲跟告別的藝術，並特意在用詞上跟這些歌曲作呼應，以延續一致的新紀元感覺，最終創作出在錯誤的宇宙尋找愛。

## 詞曲
在錯誤的宇宙尋找愛是一首粵語流行歌曲，全長4分37秒，以升F大調創作，每分鐘達到140拍。歌曲的開頭使用鋼琴作伴奏，其後則加入結他、電貝斯跟電音點綴。歌曲的旋律從初段的低音到第二段主歌走高，而第二段副歌則改為雙段式。其後緊接的為感覺鏗鏘的橋段，而陳健安於最後的尾段則以更重拉扯感的聲音演譯，以配合歌曲的情緒。
歌曲以「錯愛」作為主題，講述自認為道行高深的主角來到凡間後，卻被塵世的情愛徹底打敗，慢慢泥足深陷甚至失去自我的過程。歌曲亦帶有「愛沒有分別」的涵義，只要聽者以不同的角度聆聽，便會將歌曲解讀為描繪異性戀、同性戀、姊弟戀，以及師生戀等各種主題。

## 專業評價
Music Picks的Chunky給予歌曲正面評價，讚賞它感動的旋律，並認為歌曲做到苦情而不失浪漫。他也讚賞陳健安在演繹歌曲上的處理，認為能夠切合歌曲的情緒。
年粵日的Recole讚賞在錯誤的宇宙尋找愛跟現在樂壇的其他情歌相比，其宏觀角度使它多了一絲悲壯感。她亦認為歌曲原汁原味地呈現出陷入愛情的凡夫俗子們心路歷程，使它能夠如此打動人心。

### 年終排名
| 評選機構   | 列表                                | 排名   | 來源   |
| ---------- | ----------------------------------- | ------ | ------ |
| KKBOX      | 2019年KKBOX編輯年度嚴選本地十大單曲 | 不適用 | [ 9 ]  |
| 私家音樂   | 2019年精選十大歌曲                  | 6      | [ 10 ] |
| 音樂滿瀉   | 2019年30首最佳本地歌曲選            | 9      | [ 11 ] |
| 香港樂評選 | 2019年十樂推薦                      | 5      | [ 12 ] |

## 榮譽
| 年份   | 頒獎禮                         | 獎項                       | 對象               | 結果   | 來源   |
| ------ | ------------------------------ | -------------------------- | ------------------ | ------ | ------ |
| 2019年 | 2019年度叱咤樂壇流行榜頒獎典禮 | 叱咤樂壇我最喜愛的歌曲大獎 | 在錯誤的宇宙尋找愛 | 十五強 | [ 13 ] |
| 2019年 | 2019年CASH金帆音樂獎           | 最佳編曲                   | 謝國維             | 提名   | [ 14 ] |
| 2019年 | 2019年香港樂評選               | 香港樂評年度歌曲           | 在錯誤的宇宙尋找愛 | 提名   | [ 15 ] |
| 2019年 | 2019年香港樂評選               | 香港樂評年度旋律           | 馮穎琪             | 提名   | [ 15 ] |
| 2019年 | 2019年香港樂評選               | 香港樂評年度歌詞           | 黃偉文             | 提名   | [ 15 ] |

## 商業成績
在電台播放方面，在錯誤的宇宙尋找愛發行後空降香港商業電台903專業推介第17位，也是歌曲於該榜的最高名次。歌曲其後亦分別登上香港電台中文歌曲龍虎榜與新城電台新城勁爆流行榜第3位。歌曲於無綫電視勁歌金榜獲得第1位，成為陳健安繼煉獄健身室後於該榜的第二首個人冠軍歌。
在數碼平台方面，歌曲在發行首週空降香港iTunes下載週榜第3位。歌曲發行後亦登上Joox本地熱播榜第5位，以及KKBOX本地單曲榜第3位。歌曲也在2019年底打進KKBOX本地單曲的年榜第43位。在香港Spotify週榜，在錯誤的宇宙尋找愛未能打進榜單前百名，但其後於2021年最高登上第129位。

## 音樂錄影帶

### 背景與發展
在錯誤的宇宙尋找愛的音樂錄影帶由曾跟Serrini、江海迦跟林家謙等香港歌手合作的Maggie Leung執導，並由Welby Chung擔任監製。當監製聽過歌曲後，當下便認為音樂錄影帶應該設定為男校背景的同性戀愛故事，並覺得青春期對愛情的迷惘跟歌曲非常契合。而陳健安則建議除了男男戀外，亦同時拍攝女女戀、三角戀等不同故事，但因對方希望專注於單一故事本身而作罷。錄影帶的主角採用演員柯煒林跟陳健朗，原因是兩位男生都是屬於陽剛味重的類型，希望以此打破大眾對同性戀一剛一柔的刻板印象。而陳健安本人亦在錄影帶中客串演出。

### 內容
錄影帶以柯煒林飾演的主角於暗房以及附近走廊徘徊跟吸煙的場景開始。然後接著柯跟其他同學一起用膳跟玩樂的情節，當中出現的包括陳健朗飾演的另一個主角。其後柯與陳單獨出現在學校的醫療室裡，並由陳親手替手肘受傷的柯包紮。當陳跟柯四目交投的時候，場景突然切換至暗房，而身處暗房中的二人則有著較親暱的舉動。接著柯在學校遇見正在跟女生獨處的陳，雖然當下表現得若無其事，但當只剩下自己的時候卻因此顯得嫉妒，而跟陳相處時則回到平時打鬧的樣子。其後陳把自己的香煙跟柯分享，柯雖然沒有接過香煙，但腦海卻浮現出在暗房的情景。隨後出現的為最後的上課日結束後，柯與陳跟其他同學一起玩樂的場景，當中包括一起到遊戲機中心跟卡啦OK的情節。在一片暄鬧過後，柯摸起沉睡的陳雙唇，腦海再次想起暗房裡的場景。當眾人分別各自離開後，柯一邊回想跟陳的回憶，一邊難過落淚。錄影帶最後停在柯跟陳在卡啦OK的場景，以柯哄近沉睡的陳臉上結束。

### 發佈與反響
音樂錄影帶原訂於2019年6月10日跟歌曲音源同日公開，但其後推遲至6月11日晚上7時於YouTube以首播形式公開。錄影帶公開後獲得熱烈討論，其後被音樂滿瀉的編輯評為香港年度十大音樂錄影帶的第三位，讚賞作品選材與選景都充滿心思，並認為這是不少人都可能有過的青春回憶。截至2022年2月，錄影帶的播放量已經突破300萬次，成為陳健安個人歌曲中播放量最高的音樂錄影帶。

## 現場表演
陳健安在在錯誤的宇宙尋找愛發行後於多個場合演唱歌曲。2019年7月14日，他在無綫電視翡翠台的《勁歌金曲》上演唱歌曲。7月27日，他在無綫電視J2的《Music Café》上演唱歌曲。8月25日，他再次登上無綫電視翡翠台的《勁歌金曲》演唱歌曲。9月20日，他在KKBOX的網上直播演出上演唱了在錯誤的宇宙尋找愛。他於翌日在迷你專輯《本原》的發佈會上以樂隊形式演唱了歌曲。10月19日，他再次登上無綫電視J2的《Music Café》演唱歌曲。
2020年3月3日，他在谷Live的網上直播演出上演唱了在錯誤的宇宙尋找愛。4月5日，他與柳應廷在MOOV的「一首歌的時間」企劃直播演出上合唱了歌曲。4月10日，他在C AllStar的「4月晚晚930陪你隔離」第十日企劃直播演出上演唱了歌曲。7月16日，他在伍仲衡的「唱好音樂」企劃直播上與梁釗峰合唱了歌曲。11月1日至7日，他在一連七日舉行的個人付費串流演出「2020以青春之名演唱會」上演唱了歌曲。2021年3月10日，他在「搶耳音樂節」的首日演出上演唱了在錯誤的宇宙尋找愛。7月24日及25日，他在C AllStar一連兩場的「C AllStar 集合吧演唱會2021」上演唱了歌曲。

## 翻唱版本
在錯誤的宇宙尋找愛推出後，洪嘉豪、李靖筠、小肥、馮允謙、C AllStar、SENZA A Cappella等歌手均曾現場翻唱歌曲。當中許廷鏗跟吳嘉熙的現場翻唱表演均分別邀請陳健安本人合唱，林欣彤則與陳健安共同翻唱在錯誤的宇宙尋找愛跟次元壁的組曲，而SENZA A Cappella則以無伴奏合唱的形式重生編曲並翻唱。2021年，在錯誤的宇宙尋找愛的作曲家馮穎琪以自我翻唱形式推出歌曲的錄音室版本。該版本的音樂錄影帶由插畫師陳榮基繪畫製作，並與他的「Zhou Reprise」個人畫展聯動合作。

## 歌曲列表
| 線上下載 串流媒體 | 線上下載 串流媒體  | 線上下載 串流媒體 |
| 曲序              | 曲目               | 时长              |
| ----------------- | ------------------ | ----------------- |
| 1.                | 在錯誤的宇宙尋找愛 | 4:37              |

## 製作名單
資料來自迷你專輯《本原》的內頁。
- 陳健安 – 主聲樂、和聲
- 肥仔明 – 鼓
- 小明 – 電貝斯
- 崔展鴻 – 結他
- 黃偉文 – 填詞
- Ray@Ray.Com.Hk – 混音
- 馮穎琪 – 作曲、聲樂製作
- 謝國維 – 監製、聲樂製作、編曲、全樂器、編程、母帶
- Eric Tam – 錄製
- 介 – 鼓錄製

## 榜單
| 榜單（2019年－2021年）  | 最高 位置 |
| ----------------------- | --------- |
| 香港（903專業推介）     | 17        |
| 香港（中文歌曲龍虎榜）  | 3         |
| 香港（新城勁爆流行榜）  | 3         |
| 香港（勁歌金榜）        | 1         |
| 香港（Joox本地熱播榜）  | 5         |
| 香港（KKBOX本地單曲榜） | 3         |
| 香港（Spotify）         | 129       |
| 香港（iTunes）          | 3         |

| 榜單（2019年）          | 位置 |
| ----------------------- | ---- |
| 香港（KKBOX本地單曲榜） | 43   |

## 資料來源
1. ↑  . KKBOX.   [2022-02-11]. （原始内容存档于2022-02-26）.
2. 1 2  小武. . 音樂滿瀉. 2019-10-17  [2022-02-11]. （原始内容存档于2022-02-26）.
3. 1 2 3 4  . MEeeep More於YouTube. 2019-07-04  [2022-01-30]. （原始内容存档于2022-02-26）.
4. ↑  . Apple Music. 2019-06-10  [2022-01-30]. （原始内容存档于2022-02-26）.
5. ↑  . Tunebat.   [2022-01-17]. （原始内容存档于2022-02-26）.
6. 1 2 3 4 5  Chucky. . Music Picks於Facebook. 2019-10-10  [2022-02-10]. （原始内容存档于2022-02-26）.
7. 1 2  3M 福利 MV BTS. 陳健安於Instagram.
2022-02-05 [2022-02-08]
8. 1 2  這是到目前為止今年最打動我的一首苦情歌。. 年粵日於Instagram.
2019-08-17 [2021-12-10]
9. ↑  Ko Cheung (Echo). . KKBOX. 2020-01-13  [2020-12-30]. （原始内容存档于2022-02-26）.
10. ↑  . 私家音樂於Facebook. 2020-01-12  [2020-12-30]. （原始内容存档于2022-02-26）.
11. ↑  . 音樂滿瀉. 2020-01-06  [2021-02-10]. （原始内容存档于2022-02-26）.
12. ↑  . 香港樂評. 2020-01-21  [2020-12-05]. （原始内容存档于2020-01-27）.
13. ↑  . 商業電台於Facebook. 2019-12-10  [2022-01-13]. （原始内容存档于2022-02-26）.
14. ↑   (PDF). 香港作曲家及作詞家協會. 2019-11-18  [2022-01-13]. （原始内容存档 (PDF)于2020-09-29）.
15. ↑  . 香港樂評選. 2020-01-07  [2022-01-13]. （原始内容存档于2020-06-28）.
16. 1 2  . 903專業推介. 叱咤903.   [2022-02-23]. （原始内容存档于2022-02-23）.
17. 1 2  . 檸音樂. 2019-08-03  [2021-12-11].
18. 1 2  . 檸音樂. 2019-08-17  [2021-12-11]. （原始内容存档于2022-02-26）.
19. 1 2 3  . 電視廣播有限公司. 2019-08-25  [2021-12-11]. （原始内容存档于2019-08-25）.
20. ↑  . 電視廣播有限公司. 2017-07-02  [2021-12-11]. （原始内容存档于2022-02-26）.
21. 1 2  . 谷Live於Facebook. 2019-06-15  [2022-02-11]. （原始内容存档于2022-02-26）.
22. 1 2  . 谷Live於Facebook. 2019-06-28  [2022-02-11]. （原始内容存档于2022-02-26）.
23. 1 2  . KKBOX. 2019-07-04  [2021-12-11]. （原始内容存档于2022-02-26）.
24. 1 2  . KKBOX. 2019-12-30  [2022-02-01]. （原始内容存档于2021-01-06）.
25. 1 2  . Kworb. 2022-02-10  [2022-02-11]. （原始内容存档于2022-02-11）.
26. ↑  . Maggieslays.   [2021-12-11].
27. ↑  當我聽到這首歌的intro有太空宇宙嘅感覺. Welby Chung於Instagram.
2019-07-04 [2022-02-08]
28. 1 2 3  . MEeeep More於YouTube. 2019-07-05  [2022-01-30].
29. ↑  出自陳健安與Welby Chung於2019年6月22日接受香港電台第二台電台節目《自己人》「在錯誤的宇宙Hehe」訪問
30. ↑  . 寰亞音樂於YouTube. 2019-06-11  [2022-01-30]. （原始内容存档于2022-01-08）.
31. ↑  6月10日 MV同歌曲會在各大digital platform 穿越。. 陳健安於Instagram.
2019-06-06 [2022-02-08]
32. ↑  《在錯誤的宇宙尋找愛》mv溫馨提示. 陳健安於Instagram.
2019-06-10 [2022-02-08]
33. ↑  姚慶萬. . 虛詞. 2021-04-01  [2022-02-13]. （原始内容存档于2022-02-26）.
34. ↑  . Now隨身睇.   [2022-02-13]. （原始内容存档于2022-02-26）.
35. ↑  . 音樂滿瀉. 2019-12-27  [2022-02-09]. （原始内容存档于2022-02-26）.
36. ↑  . On Chan 陳健安於YouTube.   [2022-02-11]. （原始内容存档于2022-02-26）.
37. ↑  . 電視廣播有限公司. 2019-07-14  [2021-12-11]. （原始内容存档于2019-09-13）.
38. ↑  . 電視廣播有限公司. 2019-07-27  [2021-12-11]. （原始内容存档于2022-02-26）.
39. ↑  . KKBOX於Facebook. 2019-09-20  [2021-12-11]. （原始内容存档于2022-02-26）.
40. ↑  . On Chan 陳健安於YouTube. 2020-02-13  [2021-12-11]. （原始内容存档于2022-02-26）.
41. ↑  . 寰亞音樂於Facebook. 2019-09-18  [2021-12-11]. （原始内容存档于2022-02-26）.
42. ↑  . 電視廣播有限公司. 2019-10-19  [2021-12-11]. （原始内容存档于2022-02-26）.
43. ↑  . 谷Live於Facebook. 2020-03-03  [2021-12-11]. （原始内容存档于2022-02-26）.
44. ↑  . MOOV於Facebook. 2020-04-15  [2021-12-11]. （原始内容存档于2022-02-26）.
45. ↑  . C AllStar於Facebook. 2020-04-10  [2021-12-11]. （原始内容存档于2022-02-26）.
46. ↑  . 伍仲衡於Facebook. 2020-07-16  [2021-12-11]. （原始内容存档于2022-02-26）.
47. ↑  岶廷. . KKBOX. 2020-11-10  [2021-12-11]. （原始内容存档于2022-02-26）.
48. ↑  . 明報周刊. 2020-10-09  [2021-12-11]. （原始内容存档于2020-12-02）.
49. ↑  . Ear Up Music於YouTube. 2020-03-10  [2021-12-11]. （原始内容存档于2021-03-18）.
50. ↑  . 泊邊好. 2021-05-31  [2021-12-11]. （原始内容存档于2022-02-26）.
51. ↑  . 舖頭仔.   [2021-12-11].
52. ↑  . 洪嘉豪 Hung Kaho於YouTube. 2019-08-21  [2021-12-11]. （原始内容存档于2022-02-26）.
53. ↑  . 冤枉娛樂於YouTube. 2021-06-22  [2021-12-11]. （原始内容存档于2021-11-25）.
54. ↑  . ChillGOOD TV於YouTube. 2021-04-08  [2021-12-11]. （原始内容存档于2022-02-26）.
55. 1 2  SENZA A Cappella, , 2024-05-28  [2024-07-04], （原始内容存档于2024-05-28）
56. ↑  . ChillGOOD TV於YouTube. 2021-06-17  [2021-12-11]. （原始内容存档于2021-12-08）.
57. ↑  . warnermusichk於YouTube. 2019-09-30  [2021-12-11]. （原始内容存档于2020-05-23）.
58. ↑  . 吳嘉熙 Cheronna於YouTube. 2019-09-26  [2021-12-11]. （原始内容存档于2022-02-26）.
59. ↑  . 林欣彤 Mag Lam於YouTube. 2020-10-27  [2021-12-11]. （原始内容存档于2021-01-15）.
60. ↑  . KKBOX.   [2021-12-11]. （原始内容存档于2022-02-26）.
61. ↑  何偉雄. . 香港經濟日報. 2021-09-10  [2021-12-11]. （原始内容存档于2022-02-26）.
62. ↑  . 都市流行. 2021-08-24  [2021-12-11]. （原始内容存档于2022-02-26）.
63. ↑   (專輯內頁). 陳健安. 寰亞音樂. 2019年.